# ديفيد إم فريدمان
ديفيد ملخ فريدمان (بالإنجليزية: David Melech Friedman) هو سفير الولايات المتحدة لدولة إسرائيل، اشتغل بالمحاماة في قضايا الإفلاس. في 1994 انضم إلى شركة المحاماة كازوفيتس وبنسون وتورس وفريدمان (المعروفة حينها باسم كازوفيتس وهوف وبنسون وتورس)، وهناك التقى بدونالد ترامب، الذي كان حينها رئيسًا لمنظمة ترامب. عمل مستشارًا لترمب خلال حملته الرئاسية الناجحة. في ديسمبر 2016، أعلن الفريق الانتقالي للرئيس المنتخب دونالد ترامب ترشيح ديفيد فريدمان لمنصب سفير. استقبلت الجماعات اليهودية الأمريكية النشطة والإسرائيليون المحافظون هذا الترشيح بدعم ملحوظ، فيما عارضته وأدانته منظمات ليبرالية، على رأسها جيه ستريت. وافقت لجنة العلاقات الخارجية بمجلس الشيوخ على ترشيحه في 9 مارس 2017، بتأييد 12 ومعارضة 9 أعضاء ينتمون جميعًا للحزب الديمقراطي؛ وأكد مجلس الشيوخ بأكمله تعيينه في 23 مارس، بتأييد 52 عضوًا ومعارضة 46.
أدى القسم في البيت الأبيض في 29 مارس 2017.

## ردود أفعال
في 15 ديسمبر 2016، أعلن الفريق الانتقالي للرئيس المنتخب دونالد ترامب أن فريدمان قد تم اختياره ليكون المرشح كسفير للولايات المتحدة في إسرائيل. وكان ترشيح فريدمان مثيرًا للجدل؛ حيث جادل بعض الأفراد وجماعات الدعوة الأمريكية اليهودية والإسرائيلية والفلسطينية ضد ترشيحه. قال صائب عريقات كبير المفاوضين في السلطة الفلسطينية إن نقل السفارة الأمريكية إلى القدس وضم مستوطنات الضفة الغربية سيؤدي إلى «تدمير عملية السلام» وإرسال المنطقة إلى طريق «الفوضى وانعدام القانون والتطرف». وقال فريدمان في مقابلة مع صحيفة هآرتس خلال الحملة أن ترامب سيكون مُنفتحًا لإسرائيل التي تضم أجزاء من الضفة الغربية. يذكر أن الولايات المتحدة عارضت المستوطنات الإسرائيلية في الضفة الغربية منذ عام 1967.
حث ستة أعضاء ديمقراطيين في مجلس النواب، بمن فيهم الممثلون اليهود يان شاكوفسكي، وجيرول نادلر، وجون يارموث، وستيف كوهين، زملائهم في مجلس الشيوخ على التصويت ضد فريدمان. كذلك وقع خمسة سفراء سابقين للولايات المتحدة في إسرائيل - توماس بيكرينغ، وويليام هاروب، وإدوارد ووكر جونيور، ودانييل كورتزر، وجيمس كننغهام - على خطاب يعلن فيه أن فريدمان غير مؤهل.
بينما أيد سياسيون إسرائيليون ومجموعات وأفراد من اليهود والإسرائيليين ترشيح فريدمان. قال مورتون كلاين، رئيس المنظمة الصهيونية الأمريكية، إن فريدمان «لديه القدرة على أن يكون أعظم سفير للولايات المتحدة في إسرائيل على الإطلاق». وبالإضافة إلى دعمه من الائتلاف اليهودي الجمهوري وغيره من المؤسسات.